# Gavin Jantjes
Gavin Jantjes (* 1948 in Kapstadt) ist ein südafrikanischer Künstler, Kurator und Kunstdozent, der durch seine kritischen Werke gegen das Apartheidsregime internationale Bekanntheit erlangte.

## Leben
Gavin Jantjes studierte zunächst an der Michaelis School of Fine Art in Kapstadt und setzte seine Ausbildung 1970 mit einem DAAD-Stipendium an der Hochschule für Bildende Künste in Hamburg fort. Gavin Jantjes ist vor allem für seine kritischen Arbeiten gegen das Apartheid-Regime bekannt, darunter die ikonische Serie A South African Colouring Book (1974–1975), die die Apartheid durch Ironie und visuelle Kontraste anprangert. Diese Serie von Siebdrucken verwendet Fotografien, Zeichnungen und Texte, um die brutale Realität der Rassentrennung und Diskriminierung darzustellen.
Seine Werke aus dieser Zeit zeigen eine deutliche Auseinandersetzung mit der Unterdrückung der schwarzen Bevölkerung in Südafrika. Sein Gemälde School Days and Nights (1978) entstand als Reaktion auf den Aufstand in Soweto, bei dem schwarze Schüler gegen die Einführung der Afrikaans-Sprache in den Schulen protestierten und von der Polizei beschossen wurden. Das Gemälde zeigt in düsteren Farben die brutale Szene, in der zwei Jungen im Scheinwerferlicht getroffen werden und ein weiterer Mann, vermutlich ihr Lehrer, flieht. Die Figur eines Weißen, der dem Architekten der Apartheid, Hendrik Verwoerd, ähnelt, beobachtet das Geschehen distanziert. Ein weiteres Werk aus dieser Phase, Homesickness, a Blindman’s Paradise (1982), stellt die nostalgische Erinnerung des Künstlers an Kapstadt dar. Es dominiert die Silhouette des Tafelbergs inmitten einer friedlich wirkenden Landschaft. Das Bild wird jedoch durch die Darstellung zweier weißer Männer gestört, eines Sammlers mit afrikanischer Maske und eines Afrikaners mit Gewehr. Die Szene verweist auf die koloniale Vergangenheit der Stadt, die symbolisch für Landraub und kulturelle Aneignung steht.
Da seine Werke in Südafrika zensiert wurden, entschied er sich für das Exil. In den 1980er Jahren engagierte sich Gavin Jantjes in Großbritannien für die Anerkennung von Künstlern afrikanischer und asiatischer Abstammung und war in verschiedenen beratenden Funktionen tätig, darunter als Mitglied des Arts Council of Great Britain.
Neben seiner künstlerischen Tätigkeit engagierte sich Gavin Jantjes für die Förderung schwarzer und asiatischer Künstler. In den 1990er Jahren begann er, Ausstellungen für Künstler dieser Gruppen zu kuratieren. 1998 wurde er Direktor des Kunstzentrums Henie Onstad in Norwegen und später Kurator am Nationalmuseum Oslo für Kunst, Architektur und Design. Seine Arbeit als Kurator und sein Engagement für kulturelle Vielfalt haben sich in zahlreichen Katalogen und Fotografien niedergeschlagen, die heute in Galerieausstellungen zu sehen sind.
Gavin Jantjes' Werke sind in bedeutenden Sammlungen vertreten, darunter das Victoria and Albert Museum und das Smithsonian National Museum of African Art. Seine Karriere als Künstler und Kurator macht ihn zu einer prägenden Figur der internationalen Kunstszene, die die Themen Exil, Identität und soziale Gerechtigkeit in ihrer Arbeit vereint.

## Werk
Gavin Jantjes ist auch für seine Siebdrucke bekannt, in denen er Fotografien, Zeichnungen und Zeitungsausschnitte zu komplexen und oft erschütternden Collagen über die Schrecken der Apartheid verarbeitet. In der Serie A South African Colouring Book (1974–1975) spielt der Künstler ironisch auf die rassistischen Kategorisierungen der Apartheid an. Die elf Drucke thematisieren Ereignisse wie das Massaker von Sharpeville, bei dem südafrikanische Polizisten auf Demonstranten schossen.
Nach mehr als 25 Jahren kehrte Gavin Jantjes 2017 in sein Atelier zurück und begann, sich in seiner Kunst von politischen Themen zu lösen. Seine jüngsten Werke, darunter die Kirstenbosch-Serie (2023), konzentrieren sich auf die Schönheit der Natur und sind von der üppigen Pflanzenwelt Südafrikas inspiriert.